# Gare de Barenton-sur-Serre
Gare de Barenton-sur-Serre vasútállomás Franciaországban, Barenton-sur-Serre településen.

## Vasútvonalak
Az állomást az alábbi vasútvonalak érintik:
- La Plain-Hirson-vasútvonal

## Kapcsolódó állomások
A vasútállomáshoz az alábbi állomások vannak a legközelebb: